# 徐守謙
徐守謙（1566年—1601年），號涵溟，河南河南衛人，軍籍，明朝政治人物。

## 生平
萬曆十年（1582年）壬午科河南鄉試舉人，二十年（1592年）壬辰科三甲第二百七名進士。兵部觀政，二十一年授榆次縣知縣，二十三年（1595年）調陽曲縣知縣，二十六年行取考选，二十七年（1599年）升監察御史，二十九年未任而卒。

## 家族
曾祖徐政；祖父徐思；父徐天福，散官。